# 波熱加
波熱加 （發音：[pôʒeɡa]）是位於西斯拉沃尼亞，克羅埃西亞東部的一個城市。人口28,948人（2001年人口普查）。波熱加是波熱加-斯拉沃尼亞縣的縣府所在地。
波熱加擁有豐富的歷史遺存。21世紀初的克羅埃西亞總統斯捷潘·梅西奇就是波熱加出身。